# Distrito de Strășeni
El distrito de Strășeni es uno de los distritos (en rumano: raion) en el sur de Moldavia. 
Su centro administrativo (Oraș-reședință) es la ciudad de Strășeni. Otra ciudad importante es Bucovăț. El 1 de enero de 2005 tenía una población de 88.900 habitantes. 

## Subdivisiones
Comprende las ciudades de Strășeni (con la pedanía de Făgureni) y Bucovăț (con la pedanía de Rassvet) y las siguientes comunas:
- Căpriana
- Chirianca
- Codreanca
- Cojușna
- Dolna
- Gălești
- Ghelăuza
- Greblești
- Lozova
- Micăuți
- Micleușeni
- Negrești
- Onești
- Pănășești
- Rădeni
- Recea
- Romănești
- Roșcani
- Scoreni
- Sireți
- Tătărești
- Țigănești
- Voinova
- Vorniceni
- Zubrești